# Prenčovská kotlina
Prenčovská kotlina je geomorfologickou částí Sitnianské vrchoviny, podcelku Štiavnických vrchů.  Leží ve střední části podcelku, na jihu okresu Banská Štiavnica. 

## Polohopis
Kotlina se nachází na jihu střední části Štiavnických vrchů a zabírá střední část podcelku Sitnianska vrchovina. Ze severu, západu i jihu kotlinu obklopuje Sitnianské predhorie, východním směrem navazuje podcelek Skalka. 
Východní hranicí kotliny tvoří říčka Štiavnica, významný přítok Ipľa. Střední a západní část odvodňuje Belujský potok, směřující jižním směrem a později ústící do Štiavnice. Z jiných přítoků řeky je v rámci tohoto území nejvýznamnější Babí a Stankov potok. Na východním okraji na řece Štiavnici a silnici I / 51 ( Banská Štiavnica - Hontianske Nemce ) leží obec Prenčov, která dala jméno této části pohoří. V centrální části leží obec Beluj, která je přístupná silnicí III / 1587 z Prenčova i z obce Baďan na jihozápadě. 

## Chráněná území
Tato část Štiavnických vrchů je součástí Chráněné krajinné oblasti. Zvláště chráněné oblasti se v Prenčovské kotlině nenacházejí, severněji leží národní přírodní rezervace Sitno a přírodní rezervace Holík. 

## Turismus
Prenčovská kotlina leží ve stínu nejatraktivnější části Štiavnických vrchů, Sitna s stejnojmenným vrchem. Samotná kotlina nepatří medi velmi navštěvované oblasti a i turistické trasy vedou severním směrem k lákadlům oblasti.  Modře značená trasa vede z Prenčova na vrchol Sitno (1009 m n. m.), druhá, rovněž modře značená vede Belujskou dolinou ze Sebechlieb přes Beluj k Počúvadlianskému jezeru.